# 箱山遥人
箱山 遥人（はこやま はると、2006年4月26日 - ）は、東京都足立区出身の社会人野球選手（捕手）。

## 経歴
5歳で野球を始める。足立区立第九中学校在学時は硬式野球のクラブチームである江戸川中央シニアでプレーし、3年時には主将として全国大会でベスト4に進出した。
高崎健康福祉大学高崎高等学校に進学し、1年秋からベンチ入り。2年春の第95回記念選抜高等学校野球大会に出場したが、初戦で報徳学園に敗れた。3年春の第96回選抜高等学校野球大会では4番打者として活躍し、決勝で前年敗れた報徳学園に勝利して優勝した。春夏連覇を目指し同年の第106回全国高等学校野球選手権大会にも出場したが、2回戦で敗れた。その後、第13回 BFA U-18アジア選手権大会の日本代表に選出された。高校通算35本塁打。プロ志望届を提出し、2024年のドラフトの目玉としてメディアに取り上げられていたが指名漏れとなった。

## 詳細情報

### 代表歴
- 2024年 第13回 BFA U-18アジア選手権大会 日本代表